# In the Land of the Head Hunters
In the Land of the Head Hunters (ook wel bekend als In the land of the War Canoes) is een Amerikaanse documentaire, gebaseerd op het leven van de Kwakwaka'wakw indianen uit Brits-Columbia. Dit was de eerste lange film waar alleen indianen in te zien waren, de eerstvolgende zou Nanook of the North uit 1922 zijn.
De film werd in 1999 opgenomen in het National Film Registry.

## Ontvangst
Regisseur Curtis had via een toverlantaarn al eens eerder een show over indianen in het theater uitgevoerd onder de naam The Indian Picture Opera. De première van de film was in New York en Seattle op 7 december 1914, met op de achtergrond een uitvoering van componist John J. Braham die de muziek voor de film leverde. Hoewel de film het goed deed bij de critici, werd het een enorme flop.

## Rolverdeling
| Acteur                     | Personage |
| -------------------------- | --------- |
| Maggie Frank               |           |
| Alfred Charlie             |           |
| Awidi                      |           |
| Bob Wilson                 |           |
| Francine Hunt              |           |
| Kwagwanu                   |           |
| Balutsa                    |           |
| Paddy 'Malid               |           |
| Mrs. George Walkus         |           |
| Sarah Constance Smith Hunt |           |
| Stanley Hunt               |           |

## De film in latere jaren
Een incomplete beschadigde kopie van de film werd in 1947 uit een vuilniscontainer gehaald en gedoneerd aan het Field Museum of Natural History in Chicago. In 1974 bewerkten Bill Holm en George Quimby de film tot In the land of the War Canoes met op de achtergrond traditionele Kwakwaka'wakw muziek. In de tussentijd vonden een reeks beschadigde clips hun weg naar het Film & Televisie Archief van UCLA. Ook werd de muziek van de film zonder titel gevonden en overgebracht naar het Getty Research Institute. Tijdens een restauratie in 2008 werd al dit materiaal weer bij elkaar gebracht.